# Equipaggiamento dell'esercito egiziano

## Armi individuali
| Modello                     | Immagine | Tipo                           | Calibro                | Origine                 | Note                                                               |
| Pistole                     | Pistole  | Pistole                        | Pistole                | Pistole                 | Pistole                                                            |
| --------------------------- | -------- | ------------------------------ | ---------------------- | ----------------------- | ------------------------------------------------------------------ |
| Helwan 920                  |          | Pistola semiautomatica         | 9 × 19 mm Parabellum   | Italia Egitto           | Pistola d'ordinanza. Beretta 92 prodotta localmente su licenza.    |
| Heckler & Koch USP          |          | Pistola semiautomatica         | 9 × 19 mm Parabellum   | Germania                |                                                                    |
| SIG Sauer P226              |          | Pistola semiautomatica         | 9 × 19 mm Parabellum   | Svizzera                |                                                                    |
| Pistole mitragliatrici      |          |                                |                        |                         |                                                                    |
| Heckler & Koch MP5          |          | Pistola mitragliatrice         | 9 × 19 mm Parabellum   | Germania                |                                                                    |
| Heckler & Koch UMP          |          | Pistola mitragliatrice         | .45 ACP                | Germania                |                                                                    |
| Heckler & Koch MP7          |          | Personal Defense Weapon        | 4,6 × 30 mm            | Germania                |                                                                    |
| Fucili d'assalto            |          |                                |                        |                         |                                                                    |
| Misr                        |          | Fucile d'assalto               | 7,62 × 39 mm           | Unione Sovietica Egitto | Versione prodotta localmente dell'AKM.                             |
| SIG SG 552                  |          | Fucile d'assalto               | 5,56 × 45 mm NATO      | Svizzera                | In uso nelle forze Sa'ka e nella Guardia Repubblicana.             |
| AK-103                      |          | Fucile d'assalto               | 7,62 × 39 mm           | Russia                  | In uso nelle forze Sa'ka.                                          |
| M4                          |          | Fucile d'assalto               | 5,56 × 45 mm NATO      | Stati Uniti             | In uso nei paracadutisti e nelle forze Sa'ka.                      |
| SIG Sauer SIG516            |          | Fucile d'assalto               | 5,56 × 45 mm NATO      | Stati Uniti Germania    | In uso nelle forze Sa'ka.                                          |
| Beretta ARX 160             |          | Fucile d'assalto               | 7,62 × 39 mm           | Italia                  | In uso nelle forze Sa'ka.                                          |
| CZ 805 Bren                 |          | Fucile d'assalto               | 5,56 × 45 mm NATO      | Rep. Ceca               | In uso nei paracadutisti e nella Guardia Repubblicana.             |
| CZ 807                      |          | Fucile d'assalto               | 7,62 × 39 mm           | Rep. Ceca               | [ 4 ]                                                              |
| Mitragliatrici              |          |                                |                        |                         |                                                                    |
| Helwan 920                  |          | Mitragliatrice ad uso generale | 7,62 × 51 mm NATO      | Belgio Egitto           | FN MAG 58 prodotte localmente su licenza.                          |
| M60                         |          | Mitragliatrice ad uso generale | 7,62 × 51 mm NATO      | Stati Uniti             |                                                                    |
| SG-43 Goryunov              |          | Mitragliatrice media           | 7,62 × 54 mm R         | Unione Sovietica Egitto | Prodotte localmente su licenza.                                    |
| Browning M2                 |          | Mitragliatrice pesante         | 12,7 × 99 mm NATO      | Stati Uniti             |                                                                    |
| Fucili di precisione        |          |                                |                        |                         |                                                                    |
| M24 Sniper Weapon System    |          | Fucile di precisione           | 7,62 × 51 mm NATO      | Stati Uniti             | [ 6 ]                                                              |
| SVD Dragunov                |          | Fucile di precisione           | 7,62 × 54 mm R         | Unione Sovietica        |                                                                    |
| SIG Sauer SSG 3000          |          | Fucile di precisione           | 7,62 × 51 mm NATO      | Germania Svizzera       | In uso nelle forze Sa'ka.                                          |
| Orsis T-5000                |          | Fucile di precisione           | 7,62 × 51 mm NATO      | Russia                  | In uso limitato nelle forze Sa'ka.                                 |
| Accuracy International AWM  |          | Fucile di precisione           | .300 Winchester Magnum | Regno Unito             |                                                                    |
| Heckler & Koch PSG1         |          | Fucile di precisione           | 7,62 × 51 mm NATO      | Germania                |                                                                    |
| PGM Hécate II               |          | Fucile anti-materiale          | 12,7 × 99 mm NATO      | Francia                 |                                                                    |
| Barrett M82                 |          | Fucile anti-materiale          | 12,7 × 99 mm NATO      | Stati Uniti             |                                                                    |
| Lanciagranate e lanciarazzi |          |                                |                        |                         |                                                                    |
| M203                        |          | Lanciagranate                  | 40 mm                  | Stati Uniti Egitto      | Prodotto localmente su licenza.                                    |
| Beretta GLX 160             |          | Lanciagranate                  | 40 mm                  | Italia                  | Nella versione stand-alone.                                        |
| Mk 19                       |          | Lanciagranate automatico       | 40 mm                  | Stati Uniti Egitto      | Prodotto localmente su licenza.                                    |
| RPG-7                       |          | Lanciarazzi anticarro          | 40 mm                  | Unione Sovietica Egitto | In servizio dal 1966, dopodiché prodotti localmente senza licenza. |
| RPG-32                      |          | Lanciarazzi anticarro          | 105 mm                 | Russia                  | [ 9 ]                                                              |

## Artiglieria
| Modello                | Immagine  | Calibro       | Origine                 | In servizio | Note                                                                                   |
| Semoventi              | Semoventi | Semoventi     | Semoventi               | Semoventi   | Semoventi                                                                              |
| ---------------------- | --------- | ------------- | ----------------------- | ----------- | -------------------------------------------------------------------------------------- |
| 122 mm D-30            |           | 122 mm        | Unione Sovietica Egitto | ?           | Installati su Ural-4320.                                                               |
| 130 mm M-46            |           | 130 mm        | Unione Sovietica Egitto | ?           | Installati su KrAz-6322.                                                               |
| M109                   |           | 122 mm 155 mm | Stati Uniti             | 492         | 164 M109A2, 204 M109A5 e 124 SP 122. Gli SP 122 sono M109A2 modificati con obici D-30. |
| K9 Thunder             |           | 155 mm        | Corea del Sud           | 0           | Circa 200 ordinati a febbraio 2022.                                                    |
| Obici                  |           |               |                         |             |                                                                                        |
| D-30M                  |           | 122 mm        | Unione Sovietica        | 190         |                                                                                        |
| 122 mm M1931/37 (A-19) |           | 122 mm        | Unione Sovietica        | 36          |                                                                                        |
| M-30                   |           | 122 mm        | Unione Sovietica        | 300         |                                                                                        |
| 130 mm M-46            |           | 130 mm        | Unione Sovietica        | 420         |                                                                                        |
| 155 GH 52 APU          |           | 155 mm        | Finlandia Egitto        | 16          | Prodotti localmente su licenza.                                                        |
| MRL                    |           |               |                         |             |                                                                                        |
| BM-11                  |           | 122 mm        | Corea del Nord          | 96          | Acquistati negli anni '80.                                                             |
| BM-21                  |           | 122 mm        | Unione Sovietica        | 60          |                                                                                        |
| Sakr                   |           | 122 mm        | Egitto                  | 200         | 50 Sakr-10, 50 Sakr-18, 100 Sakr-36. Derivati egiziani del BM-21.                      |
| ATS-59G 122 mm         |           | 122 mm        | Unione Sovietica Egitto | ?           | Almeno 24 convertiti in lanciatori multipli da 122 mm.                                 |
| Kooryong               |           | 130 mm        | Corea del Sud           | 36          |                                                                                        |
| BM-14                  |           | 140 mm        | Unione Sovietica        | 32          |                                                                                        |
| MLRS                   |           | 227 mm        | Stati Uniti             | 26          |                                                                                        |
| Mortai                 |           |               |                         |             |                                                                                        |
| Helwan 60 mm           |           | 60 mm         | Egitto                  | ?           | Derivato dal mortaio cinese Type 63-1.                                                 |
| Helwan M-69            |           | 82 mm         | Egitto                  | ?           | Derivato dal mortaio sovietico 82-BM-37.                                               |
| Helwan UK-2            |           | 120 mm        | Egitto                  | ?           | Derivato dal mortaio sovietico 120-PM-43.                                              |
| M1943                  |           | 120 mm        | Unione Sovietica        | 1 800       |                                                                                        |
| 160 mm M1943           |           | 160 mm        | Unione Sovietica        | 30          |                                                                                        |
| M125A2                 |           | 81 mm         | Stati Uniti             | 50          | Portamortaio con un M29.                                                               |
| M106                   |           | 107 mm        | Stati Uniti             | 100         | 65 M106A1, 35 M106A2.                                                                  |
| M1064                  |           | 120 mm        | Stati Uniti             | 36          | Nella versione M1064A3.                                                                |
| Artiglieria contraerea |           |               |                         |             |                                                                                        |
| ZSU-23-4 Shilka        |           | 23 mm         | Unione Sovietica        | 120         |                                                                                        |
| ZSU-57-2               |           | 57 mm         | Unione Sovietica        | 40          |                                                                                        |
| ZPU-4                  |           | 14,5 mm       | Unione Sovietica        | 300         |                                                                                        |
| ZU-23-2                |           | 23 mm         | Unione Sovietica        | 200         |                                                                                        |

## Veicoli
| Modello                                    | Immagine     | Tipo                              | Origine                    | In servizio  | Note |
| Carri armati                               | Carri armati | Carri armati                      | Carri armati               | Carri armati | Carri armati                                                                                             |
| ------------------------------------------ | ------------ | --------------------------------- | -------------------------- | ------------ | --- |
| M1A1 Abrams                                |              | Carro armato da combattimento     | Stati Uniti Egitto         | 1 130        | Prodotti e assemblati in Egitto.                                                                         |
| T-80                                       |              | Carro armato da combattimento     | Russia                     | 34           | 20 T-80U e 14 T-80UK acquistati nel 1997.                                                                |
| T-90                                       |              | Carro armato da combattimento     | Russia                     | 0            | 500 T-90MS ordinati nel 2020 il cui assemblaggio avverrà localmente. Sostituiranno i T-62 e i Ramses II. |
| M60 Patton                                 |              | Carro armato da combattimento     | Stati Uniti                | 1 150        | 300 M60A1, 850 M60A3.                                                                                    |
| T-62                                       |              | Carro armato da combattimento     | Unione Sovietica           | 200          | Altri 300 in riserva.                                                                                    |
| T-54/55                                    |              | Carro armato da combattimento     | Unione Sovietica           | 840          | Tutti in riserva. Un numero incerto, stimato tra 260 e 500 esemplari, è stato convertito in Ramses II.   |
| Veicoli da combattimento della fanteria    |              |                                   |                            |              | |
| YPR-765                                    |              | IFV                               | Stati Uniti                | ~1 000       | 390 acquistati dal Belgio e 640 dai Paesi Bassi nel 1996.                                                |
| BMP-1                                      |              | IFV                               | Unione Sovietica           | 300          | |
| Veicoli trasporto truppe                   |              |                                   |                            |              | |
| M113                                       |              | APC                               | Stati Uniti                | ~2 000       | |
| BTR-50                                     |              | APC anfibio                       | Unione Sovietica           | 500          | |
| OT-62 TOPAS                                |              | APC anfibio                       | Cecoslovacchia             | ~200         | |
| BMR-600                                    |              | APC                               | Spagna                     | 250          | |
| BTR-60PB                                   |              | APC                               | Unione Sovietica           | 250          | |
| Fahd                                       |              | APC                               | Egitto                     | 410          | |
| Walid                                      |              | APC                               | Egitto                     | ~650         | |
| Panthera T6                                |              | APC                               | Emirati Arabi Uniti Egitto | ?            | Alcuni prodotti localmente su licenza.                                                                   |
| Timsah-2                                   |              | APC                               | Egitto                     | ?            | |
| Cadillac Gage Commando Scout               |              | Mezzo da ricognizione             | Stati Uniti                | 112          | |
| BRDM-2                                     |              | Mezzo da ricognizione             | Unione Sovietica           | 300          | |
| Caiman                                     |              | MRAP                              | Stati Uniti                | 535          | Acquistati di seconda mano dagli Stati Uniti.                                                            |
| Reva APC                                   |              | MRAP                              | Sudafrica                  | ?            | |
| RG-33                                      |              | MRAP                              | Sudafrica Stati Uniti      | 449          | 360 RG-33L e 89 ambulanze RG-33 HAGA acquistati di seconda mano dagli Stati Uniti.                       |
| M577                                       |              | Veicolo di comando                | Stati Uniti                | ?            | |
| Veicoli per usi speciali                   |              |                                   |                            |              | |
| Fahd                                       |              | Veicolo corazzato da recupero     | Egitto                     | 240          | |
| International MaxxPro                      |              | Veicolo corazzato da recupero     | Stati Uniti                | 12           | |
| M88                                        |              | Veicolo corazzato da recupero     | Stati Uniti                | 310          | 220 M88A1 e 90 M88A2.                                                                                    |
| M579                                       |              | Veicolo corazzato da recupero     | Stati Uniti                | ?            | |
| M578                                       |              | Veicolo corazzato da recupero     | Stati Uniti                | 45           | |
| M984A4                                     |              | Veicolo da recupero               | Stati Uniti                | 0            | Acquistati nel 2021.                                                                                     |
| M978A4                                     |              | Cisterna pesante                  | Stati Uniti                | 0            | Acquistati nel 2021.                                                                                     |
| M992                                       |              | Veicolo portamunizioni            | Stati Uniti                | ?            | |
| Oshkosh M1070                              |              | Trattore stradale                 | Stati Uniti                | 295          | 249 ordinati tra il 2004 e il 2009, seguiti da 46 M1070A1 nel 2016.                                      |
| MTU-20                                     |              | Veicolo gettaponte                | Unione Sovietica           | ?            | |
| Aardvark JSFU                              |              | Veicolo per lo sminamento         | Regno Unito                | ?            | |
| Veicoli utility                            |              |                                   |                            |              | |
| High Mobility Multipurpose Wheeled Vehicle |              | Veicolo tattico leggero           | Stati Uniti                | ~2 000       | Alcune con TOW-2.                                                                                        |
| Renault Sherpa                             |              | Veicolo tattico leggero corazzato | Francia                    | >95          | |
| Iveco VM 90                                |              | Veicolo multiruolo                | Italia Egitto              | ?            | Prodotti su licenza a partire dal 1998.                                                                  |
| Mercedes-Benz Classe G                     |              | Veicolo multiruolo corazzato      | Germania Egitto            | ?            | Prodotte localmente come Kader-320.                                                                      |
| Jeep CJ                                    |              | Veicolo tattico leggero           | Stati Uniti Egitto         | ?            | Prodotte localmente.                                                                                     |
| Jeep Wrangler                              |              | Veicolo tattico leggero           | Stati Uniti Egitto         | ?            | Prodotte localmente.                                                                                     |
| Pegaso 3046/10                             |              | Autocarro                         | Spagna                     | ?            | |
| KrAZ-6322                                  |              | Autocarro                         | Ucraina                    | ?            | [ 27 ]                                                                                                   |
| Ural-375                                   |              | Autocarro                         | Unione Sovietica           | >2 500       | [ 28 ]                                                                                                   |
| Ural-4320                                  |              | Autocarro                         | Unione Sovietica           | ?            | [ 29 ]                                                                                                   |
| ZIL-131                                    |              | Autocarro                         | Unione Sovietica           | ?            | |

## Missili
| Modello           | Immagine          | Tipo                                 | Origine                 | Note                                                                         |
| Missili anticarro | Missili anticarro | Missili anticarro                    | Missili anticarro       | Missili anticarro                                                            |
| ----------------- | ----------------- | ------------------------------------ | ----------------------- | ---------------------------------------------------------------------------- |
| MILAN             |                   | Missile anticarro filoguidato SACLOS | Francia Germania        | [ 12 ]                                                                       |
| Swingfire         |                   | Missile anticarro filoguidato MCLOS  | Regno Unito Egitto      | Prodotti su licenza.                                                         |
| Maljutka          |                   | Missile anticarro filoguidato MCLOS  | Unione Sovietica        | [ 12 ]                                                                       |
| Konkurs           |                   | Missile anticarro filoguidato SACLOS | Unione Sovietica        | [ 31 ]                                                                       |
| BGM-71 TOW        |                   | Missile anticarro filoguidato SACLOS | Stati Uniti             | [ 32 ]                                                                       |
| BGM-71 TOW 2A RF  |                   | Missile anticarro radioguidato       | Stati Uniti             | [ 32 ]                                                                       |
| Kornet            |                   | Missile anticarro filoguidato SACLOS | Russia                  | [ 12 ]                                                                       |
| Metis-M           |                   | Missile anticarro filoguidato SACLOS | Russia                  | [ 12 ]                                                                       |
| Stugna-P          |                   | Missile anticarro a guida laser      | Ucraina                 | [ 12 ]                                                                       |
| HJ-73             |                   | Missile anticarro filoguidato SACLOS | Cina                    | [ 12 ]                                                                       |
| M901 ITV          |                   | Cacciacarri                          | Stati Uniti             | 52 in servizio.                                                              |
| YPR-765 PRAT      |                   | Cacciacarri                          | Stati Uniti             | ~300 in servizio.                                                            |
| Missili antiaerei |                   |                                      |                         |                                                                              |
| Ayn al Saqr       |                   | MANPADS                              | Unione Sovietica Egitto | Copia egiziana dello Strela-2.                                               |
| Igla              |                   | MANPADS                              | Unione Sovietica        | [ 12 ]                                                                       |
| FIM-92 Stinger    |                   | MANPADS                              | Stati Uniti             | [ 12 ]                                                                       |
| Sinai 23          |                   | Sistema SAM a corto raggio           | Francia                 | M113A2 equipaggiato con due ZU-23 e 6 Ayn al Saqr o Stinger. 45 in servizio. |
| Missili balistici |                   |                                      |                         |                                                                              |
| R-17              |                   | Missile balistico a corto raggio     | Unione Sovietica        | [ 12 ]                                                                       |
| 9K52 Luna-M       |                   | Missile balistico a corto raggio     | Unione Sovietica        | [ 12 ]                                                                       |
| Sakr-80           |                   | Missile balistico a corto raggio     | Egitto                  | Derivato dal Luna-M.                                                         |